# Eparchie chanty-mansijská
Eparchie Chanty-Mansijsk je eparchie ruské pravoslavné církve nacházející se v Rusku.

## Území a titul biskupa
Zahrnuje správní hranice území Něftějuganského, Nižněvartovského, Surgutského a Chanty-Mansijského rajónu Chantymansijského autonomního okruhu – Jugra Ťumeňské oblasti.
Eparchiálnímu biskupovi náleží titul biskup chanty-mansijský a surgutský.

## Historie
Eparchie byla zřízena rozhodnutím Svatého synodu dne 30. května 2011 oddělením území z tobolské eparchie.
V září 2013 navštívil eparchii patriarcha Kirill.
Dne 25. prosince 2014 byla rozhodnutím Svatého synodu zřízena z části území eparchie nová eparchie jugorská. Obě se staly součástí nově vzniklé chanty-mansijské metropole.

## Seznam biskupů
- od 2011 Pavel (Fokin)